# Petr Mokrejš
Petr Mokrejš (* 14. listopadu 1977 Gottwaldov) je bývalý český hokejový útočník.

## Hráčská kariéra
Rodák ze Zlína nastoupil k prvnímu zápasů v české nejvyšší soutěži za AC ZPS Zlín v ročníku 1995/96, prvním utkání dokázal vstřel první branku ve své kariéře mezi seniory. Následující ročník získal více příležitostí na ledě, ve dvaceti zápasech zaznamenal pouhý bod. V roce 1997 přešel do Jihlavské Dukly, dva roky hrával s Duklou nejvyšší soutěž po sestupu v ročníku 1998/99 dále pokračoval v Jihlavě v nižší české lize. S týmem se pokoušeli hned v prvním ročníku o návrat mezi elitu, v baráži neuspěli. Ve Zlínském dresu se znovu objevil v ročníku 2001/02, tři zápasy odehrál v základní části a další tři zápasy v playoff. Naopak to bylo již v ročníku 2002/03, více než polovinu sezony strávil ve Zlíně, tři zápasy odehrál za Duklu Jihlava. V sezoně 2003/04 se stal společně s týmem mistrem české extraligy, v následujícím ročníků získali stříbrné medaile. Ve Zlíně setrval až do roku 2010. Převážnou část sezony 2009/10 strávil ve valašském klubu VHK Vsetín, před začátkem sezony 2009/10 se nevešel do základní sestavy Zlína a trenér Zdeněk Venera poslal Mokrejše na farmu do Vsetína. Zahraniční angažmá si vyzkoušel nedaleko od svého domova, smlouvu podepsal se Slovenským klubem MHC Mountfield Martin. V MHC Martin nezůstal dlouho, za klub odehrál dvanáct zápasů. Později se objevoval v brumovském týmu, který hrával krajskou ligu. V HC Brumov-Bylnice vykonával trenéra přípravky a místní žáky. V Brumově skončil s hokejem po sezoně 2011/12, dne 26. dubna 2012 přijal nabídku zlínského klubu na pozici trenéra třetí a čtvrté žákovské třídy. V brumovském kádru se ještě objevil ve třech zápasech krajské ligy 2012/13.

## Ocenění a úspěchy
- 2002 1.ČHL - Nejlepší hráč v pobytu na ledě playoff (+9)

## Prvenství
- Debut v ČHL - 4. února 1996 (AC ZPS Zlín proti HC Pojišťovna IB Pardubice)
- První gól v ČHL - 4. února 1996 (AC ZPS Zlín proti HC Pojišťovna IB Pardubice, českému brankáři Dušanu Salfickému)
- První asistence v ČHL - 17. října 1996 (HC ZPS-Barum Zlín proti HC Petra Vsetín)

## Klubová statistika
| Sezóna       | Klub                  | Soutěž       |     | Základní část | Základní část | Základní část | Základní část | Základní část |   | Play off | Play off | Play off | Play off | Play off |
| Sezóna       | Klub                  | Soutěž       | Z   | G             | A             | B             | TM            | Z             | G | A        | B        | TM       |          |          |
| 1995-96      | AC ZPS Zlín           | ČHL          | 1   | 1             | 0             | 1             | 0             | —             | — | —        | —        | —        |          |          |
| 1996-97      | HC ZPS-Barum Zlín     | ČHL          | 20  | 0             | 1             | 1             | 6             | —             | — | —        | —        | —        |          |          |
| 1997-98      | HC Dukla Jihlava      | ČHL          | 10  | 0             | 0             | 0             | 0             | —             | — | —        | —        | —        |          |          |
| 1998-99      | HC Dukla Jihlava      | ČHL          | 27  | 0             | 1             | 1             | 8             | —             | — | —        | —        | —        |          |          |
| 1999-00      | HC Dukla Jihlava      | 1.ČHL        | 37  | 7             | 5             | 12            | 14            | 7             | 0 | 0        | 0        | 0        |          |          |
| 2000-01      | HC Dukla Jihlava      | 1.ČHL        | 37  | 8             | 12            | 20            | 43            | 7             | 1 | 2        | 3        | 2        |          |          |
| 2001-02      | HC Continental Zlín   | ČHL          | 3   | 1             | 0             | 1             | 2             | 3             | 0 | 0        | 0        | 2        |          |          |
| 2001-02      | HC Dukla Jihlava      | 1.ČHL        | 40  | 18            | 9             | 27            | 26            | 13            | 6 | 7        | 13       | 6        |          |          |
| 2002-03      | HC Hamé Zlín          | ČHL          | 28  | 3             | 4             | 7             | 14            | —             | — | —        | —        | —        |          |          |
| 2002-03      | HC Dukla Jihlava      | 1.ČHL        | 3   | 1             | 0             | 1             | 6             | —             | — | —        | —        | —        |          |          |
| 2003-04      | HC Hamé Zlín          | ČHL          | 44  | 6             | 4             | 10            | 59            | 8             | 0 | 0        | 0        | 0        |          |          |
| 2004-05      | HC Hamé Zlín          | ČHL          | 48  | 8             | 4             | 12            | 65            | 17            | 1 | 2        | 3        | 39       |          |          |
| 2005-06      | HC Hamé Zlín          | ČHL          | 35  | 4             | 5             | 9             | 22            | 6             | 0 | 1        | 1        | 8        |          |          |
| 2006-07      | HC Hamé Zlín          | ČHL          | 36  | 9             | 1             | 10            | 38            | 5             | 0 | 1        | 1        | 6        |          |          |
| 2007-08      | RI Okna Zlín          | ČHL          | 45  | 10            | 1             | 11            | 30            | —             | — | —        | —        | —        |          |          |
| 2008-09      | PSG Zlín              | ČHL          | 41  | 5             | 4             | 9             | 18            | 2             | 0 | 0        | 0        | 2        |          |          |
| 2009-10      | PSG Zlín              | ČHL          | 7   | 0             | 0             | 0             | 2             | 6             | 0 | 0        | 0        | 2        |          |          |
| 2009-10      | VHK Vsetín            | 2.ČHL        | 35  | 17            | 12            | 29            | 51            | 2             | 0 | 0        | 0        | 0        |          |          |
| 2010-11      | MHC Mountfield Martin | SHL          | 12  | 0             | 2             | 2             | 0             | —             | — | —        | —        | —        |          |          |
| 2010-11      | HC Brumov-Bylnice     | KLLH         |     | 20            | 9             | 29            |               | —             | — | —        | —        | —        |          |          |
| 2011-12      | HC Brumov-Bylnice     | KLLH         | 17  | 17            | 9             | 26            | 47            | —             | — | —        | —        | —        |          |          |
| 2012-13      | HC Brumov-Bylnice     | KLLH         | 3   | 1             | 1             | 2             | 6             | —             | — | —        | —        | —        |          |          |
| 2013-14      | HC Brumov-Bylnice     | KLLH         |     |               |               |               |               | —             | — | —        | —        | —        |          |          |
| Celkem v ČHL | Celkem v ČHL          | Celkem v ČHL | 345 | 47            | 25            | 72            | 264           | 58            | 3 | 5        | 8        | 88       |          |          |

## Evropská hokejová liga
| Sezona    | Tým              | Liga   | Z | G | A | B | TM |
| --------- | ---------------- | ------ | - | - | - | - | -- |
| 1998/1999 | HC Dukla Jihlava | EHL    | 6 | 3 | 0 | 3 | 0  |
| Celkem    | Celkem           | Celkem | 6 | 3 | 0 | 3 | 0  |